# کوه یانگز (کانادا)
کوه یانگز (به انگلیسی: Youngs Peak) یک کوه در کانادا است که در بریتیش کلمبیا واقع شده‌است. کوه یانگز ۲٬۸۱۵ متر بالاتر از سطح دریا واقع شده‌است.